# 大分市立上戸次小学校
大分市立上戸次小学校（おおいたしりつ かみへつぎしょうがっこう）は、大分県大分市大字端登にある公立小学校。

## 概要
上戸次小学校の校区は、大分市の南端部に位置し、大野川に沿って広がっている。上戸次小学校は、大野川に架かる筒井大橋のたもとにある。
全校児童53名（2018年7月現在）の小規模な学校で大分市の中で4番目に生徒数が少ない学校である。また、学校の周りは自然にあふれており、2003年に県より愛鳥モデル校として推薦された。
学校内には土俵があり、運動会の際には午後の部にて相撲を取るといった特殊な行事。神楽の練習をする事ができるなどといった、地域がとても暖かい区域に位置する学校である。
大分市小規模特認校となっており、自然に恵まれた環境での教育を望む児童を対象に、通学区域外からの入転学が認められている。
卒業生は、私立中学への進学者などを除き、ほとんどが戸次中学校に進学する。

## 沿革
- 1873年 - 開校
- 1956年 - 端登小学校と合併し、現在地に移転
- 1963年3月 - 大南町が合併し大分市となったのに伴い、大分市立上戸次小学校となる

## 通学区域
上戸次の一部、端登の一部

## アクセス
- 鉄道：JR九州豊肥本線竹中駅（約500m）
- バス：大分バス筒井バス停下車

## 著名な出身者
- 足立信也 - 大分市長、元参議院議員